# 高橋成計
高橋 成計（たかはし しげかず、1952年 - ）は、日本の城郭研究家。城郭談話会会員。

## 略歴
1952年、徳島県三好市生まれ。立正大学短期大学部社会科卒業。
会社勤務の傍ら、摂津・丹波の城郭調査に取り組む。1993年3月、中野卓郎・藤田達生と八上城研究会を結成し、八上城などの波多野氏関係の城郭や古文書の共同調査を開始する。同年12月、八上城の支城・法光寺城跡のある法光寺山で開発計画が策定されているとの報道がされると、八上城研究会として遺跡保存運動を行った。
2011年から2013年、京都府の中世城郭跡調査の調査員を務めた。その後、近畿・中国・東海を中心に中世城館を調査する。

## 著書

### 単著
- 『今田町の中世城郭』兵庫県今田町教育委員会、1997年。
- 『織豊系陣城事典』戎光祥出版〈図説 日本の城郭シリーズ6〉、2017年11月。
- 『明智光秀の城郭と合戦』戎光祥出版〈図説 日本の城郭シリーズ13〉、2019年7月。
- 『明智光秀を破った「丹波の赤鬼」―荻野直正と城郭―』神戸新聞総合出版センター、2020年2月。
- 『毛利・織田戦争と城郭』ハーベスト出版、2024年8月。

### 共編著
- 『戦国・織豊期城郭論―丹波国八上城遺跡群に関する総合研究―』共編著、和泉書院〈日本史研究叢刊12〉、2000年6月。
- 『近世成立期の大規模戦争』共著、藤田達生編、岩田書院〈戦場論 下〉、2006年5月。
- 『舞鶴の山城』共著、舞鶴山城研究会、2009年。
- 『松永久秀―歪められた戦国の"梟雄"の実像―』共著、天野忠幸編、宮帯出版社、2017年4月。